# Икшинская улица
И́кшинская у́лица (название утверждено 23 января 1964 года) — улица в Северном административном округе города Москвы на территории района Дмитровский.

## Расположение
Расположена между Дмитровским шоссе и Учинской улицей.

## Происхождение названия
Названа по подмосковному посёлку Икша в связи с расположением на севере Москвы. До 1964 года — Почтовая улица.

## Описание
Икшинская улица начинается от Дмитровского шоссе, проходит на запад, слева к ней примыкает Яхромская улица и заканчивается примыканием к Учинской улице.